# Palacio de las Columnas
El Palacio de las Columnas (también llamado Palacio de los Condes de Luque), ubicado en calle Puentezuelas, 55 en el centro de la ciudad de Granada (España), es una construcción neoclásica erigida por encargo de Don Cristóbal Rafael Fernández de Córdova, VII Condado de Luque, que adquiere el solar en que se asienta el inmueble en 1803.

## Historia
Su edificación responde a dos etapas constructivas desarrolladas por los arquitectos Diego Naranjo y Francisco Romero, que configuran una planta en U, con un cuerpo principal tras la fachada delantera y dos crujías laterales que abrazan un patio central. La rejería del edificio, obra de Narciso Miguel Bueno, se convierte en una de sus características más destacables, tanto en los cerramientos del patio como en los vanos exteriores.
No obstante, será la portada el elemento más significativo y el que dará al palacio su actual denominación, de las Columnas. Cuatro monumentales columnas dóricas en la planta baja sostienen un sencillo entablamento y enmarcan el acceso principal al edificio. Para coronar la composición en la planta superior destacamos un balcón entre columnas adosadas de orden jónico, rematado por un frontón triangular y un escudo de grandes dimensiones.
A partir de 1945 el palacio fue objeto de remodelaciones llevadas a cabo por Luis Álvarez de Cienfuegos y Juan de Dios Wilhelmi, que añadieron superficie útil a los brazos laterales para albergar la Facultad de Filosofía y Letras y adecuaron algunos espacios a la nueva función que aún mantiene, siendo actualmente la sede de la Facultad de Traducción e Interpretación de la Universidad de Granada.